# 卡罗琳·班伯格·富尔德
卡罗琳·班伯格·富尔德（英語：Caroline Bamberger Frank Fuld，1864年3月16日—1944年7月18日）是一位美国犹太女百货商人和慈善家，和她哥哥路易斯·班伯格通过资助建立了新泽西州普林斯顿市的普林斯顿高等研究院。